# Lycée de Luostarivuori
Le lycée de Luostarivuori (finnois : Luostarivuoren lukio) est une école sur  Samppalinnanmäki dans les quartiers III et IV à Turku en Finlande.

## Présentation
L'objectif du lycée de Luostarivuori est d'être un lycée polyvalent, avec l'offre de cours la plus large et la plus diversifiée possible.
Le lycée a excellé dans le classement annuel des lycées du printemps 2008, le lycée de Luostarivuori s'est classé cinquième en Finlande et le meilleur des lycées en dehors d'Helsinki. 
Le lycée de Luostarivuori accueille environ 750 lycéens.

## Locaux
Le bâtiment scolaire comptant cinq niveaux, 35 salles de classe et 2 gymnases a été conçu par Yrjö Sadeniemi et Magnus Schjerfbeck et construit en 1924.
dans la même cour, il y a un autre bâtiment scolaire de trois niveaux, dont les deux derniers étages sont utilisés par l'école de Luostarivuori. 
Le rez-de-chaussée est la cantine commune.
Le bâtiment a été conçu par Aarne Ehojoki et construit en 1967.
La cour intérieure du côté sud du bâtiment et le parc Samppalinnanpuisto du côté nord servent de zones de cours de récréation du lycée. 
Le Samppalinnanpuisto dispose également d'un terrain de sport.

## Histoire
La troisième école de filles de Finlande a été fondée à Turku le 19 septembre 1882. 
Son premier emplacement était Nikolaintori 2 (aujourd'hui Gezelliuksenkatu 2), à côté de la cathédrale de Turku. 
L'emplacement de l'école de filles a souvent changé et l'école a obtenu son premier bâtiment en 1906 à Aurakatu 16, où fonctionne actuellement le centre Vimma.
L'école était initialement privée jusqu'à sa nationalisation en 1892, date à laquelle le nombre d'élèves a dépassé la centaine.
L'école de filles de Turku offrait à ses élèves un programme correspondant à ceux d'une école secondaire. 
À cette époque, l'école n'avait pas droit de délivrer le diplôme de fin d'études secondaires.
En 1925, le nom de l'école est devenu lycée pour filles de Turku, populairement connu sous le nom de Tipula.
La construction d'un nouveau bâtiment scolaire sur Samppalinnanmäki a commencé la même année. L'enseignement a commencé dans l'actuel bâtiment scolaire en briques rouges de Luostarivuori, à l'automne 1926. 
Le nom Luostarivuori (colline du monastère) vient du monastère qui était autrefois situé sur la colline.
En 1974, les garçons ont commencé à être admis à l'école, lorsque le nom a été changé de lycée pour filles à lycée mixte de Luostarivuori. 
Avec la réforme de l'école primaire en 1976, le lycée mixte a finalement été divisé en école de Luostarivuori et lycée de Luostarivuori.

## Galerie

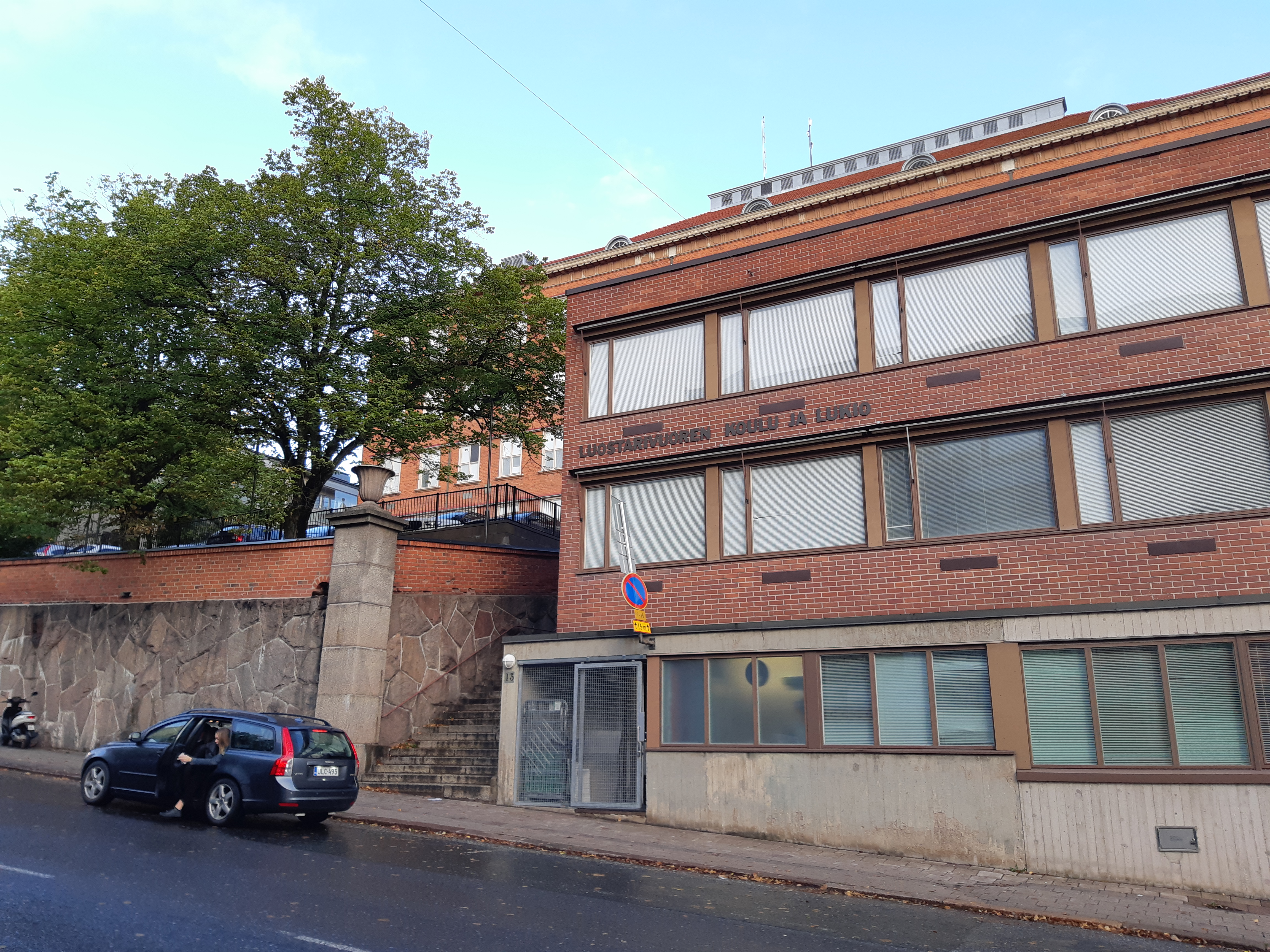
Le nouveau bâtiment d'Aarne Ehojoki.